# 10626 Zajíc
10626 Zajíc è un asteroide della fascia principale. Scoperto nel 1998, presenta un'orbita caratterizzata da un semiasse maggiore pari a 2,5636215 UA e da un'eccentricità di 0,2453138, inclinata di 2,27798° rispetto all'eclittica.